# Pharga fasciculella
Pharga fasciculella là một loài bướm đêm trong họ Erebidae.